# Vicolo Doria
Vicolo Doria är en gränd i Rione Pigna i Rom. Gränden förbinder Piazza Venezia med Via del Corso. 

## Beskrivning
Vicolo Doria är uppkallad efter Palazzo Doria-Pamphili. Grändens tidigare namn var Vicolo della Stufa; den fick sitt nuvarande namn år 1871.
Palazzo Doria-Pamphili har anor från 1430-talet. Den långsträckta östfasaden mot Via del Corso ritades av Gabriele Valvassori på 1700-talet. Palazzo Bonaparte ritades på 1600-talet av Giovanni Antonio de Rossi. Napoleons mor, Laetitia Ramolino, bodde i palatset från 1818 till sin död 1836. Kyrkan Santa Maria in Via Lata uppfördes på 600-talet; den nuvarande fasaden är ett verk av Pietro da Cortona.

## Omgivningar
Kyrkobyggnader och kapell
- Santa Maria in Via Lata
- San Marco
- Madonnella di San Marco

Gator, gränder och piazzor
- Piazza Venezia
- Via del Corso
- Via del Plebiscito
- Via della Gatta
- Piazza Grazioli
- Via Cesare Battisti

Övrigt
- Fontana del Facchino

## Bilder
| - Palazzo Doria-Pamphili. - Palazzo Bonaparte. - Santa Maria in Via Lata. - San Marco. - Madonnella di San Marco. |

### Webbkällor
- ”Vicolo Doria, Roma” (på italienska). info.roma.it. Arkiverad från originalet den 29 maj 2022. https://archive.ph/T99ve. Läst 29 maj 2022.
- ”Vicolo Doria” (på italienska). Rerum Romanarum. Arkiverad från originalet den 29 maj 2022. https://archive.ph/OWQrL. Läst 29 maj 2022.